# Monasterio
Monasterio település Spanyolországban, Guadalajara tartományban. Monasterio Cogolludo, Arbancón, Arroyo de las Fraguas és Semillas községekkel határos. Lakosainak száma 15 fő (2024).

## Népesség
A település népessége az utóbbi években az alábbiak szerint változott:
| Lakosok száma | 19   | 24   | 22   | 21   | 18   | 16   | 13   | 14   | 14   | 15   |
|               | 2001 | 2004 | 2006 | 2009 | 2011 | 2014 | 2016 | 2019 | 2021 | 2024 |